# Chuan (měna Mandžukua)
V Mandžukuu byl Chuan oficiální měnou od června 1932 do srpna 1945.
1 chuan byl jištěn 23.91 gramy stříbra. V Mandžusku tak jako zákonné platidlo nahradil stávající čínskou měnu.

## Historie

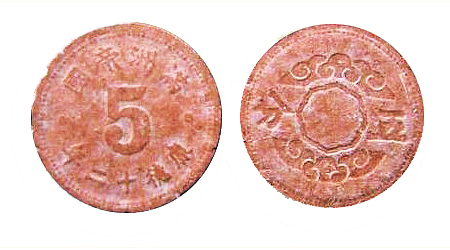
5 fenů, karton

Zpočátku se peníze tiskly v Japonsku, později byla založená Národní banka Mandžuska, která se starala o tisk cenin v Mandžukuu. Stříbrný standard byl zrušen roku 1935, od té doby byl chuan směnitelný za Japonský jen v poměru 1:1. Dala se směnit v Japonsku, Německu a i v USA. Chuan platil v severovýchodu Číny až do roku 1946, kdy byl stažen z oběhu a nahrazen tzv. Severovýchodním jüanem. Zajímavostí bylo, že mince se mezi lety 1944–1945 dělaly z kartonu červené nebo hnědé barvy. Dnes jsou proto obzvláště vzácné.

## Datování
Mince či bankovky nebyly datovány podle gregoriánského kalendáře, nýbrž podle japonského vzoru, kdy byl místo roku určen počet let vlády císaře. Pchu I vládl ve dvou erách- Datong (1932–1934) a Kangte (1934–1945), takže např. místo roku 1934 zde bylo uvedeno Kangte 1.

## Bankovky
| Přední strana            | Zadní strana            | Hodnota, Popis                                                                                |
| ------------------------ | ----------------------- | --------------------------------------------------------------------------------------------- |
| Přední strana 10 chuanů  | Zadní strana 10 chuanů  | 10 Chuanů (1933) Přední strana: císař Čchien-lung Zadní strana budova Národní banky Mandžuska |
| Přední strana 100 chuanů | Zadní strana 100 chuanů | 100 Chuanů (1944) Přední strana: Konfucius Zadní strana :sila se sójou                        |

## Mince
| Vzhled  | Obsah kovů     | Hodnota, Popis                                          |
| ------- | -------------- | ------------------------------------------------------- |
| 1 fen   | Cu, Zn, Sn     | 1 Fen (1943) Císařský znak Mandžukua, nominální hodnota |
| 10 fenů | 75% Cu, 25% Ni | 10 Fenů (1943)                                          |